# The King of Fighters XI
The King of Fighters XI es el undécimo videojuego de la saga de The King of Fighters, lanzado originalmente en la placa arcade Atomiswave. La distinción numérica se debe al hecho de que SNK Playmore deseaba evitar lanzar un juego en una fecha o año específico, como ocurría anteriormente. En 2006 el juego fue adaptado a la consola PlayStation 2 y en 2020 fue adaptado de manera no oficial a la consola Sega Dreamcast.

## Argumento
Mukai, un miembro de un misterioso grupo robo el sello de Orochi. Aprovechándose de toda la confusión causada, Ash roba el espejo de Yata de Chizuru Kagura. Ahora se celebraba un nuevo torneo de The King of Fighters, en el cual viejos conocidos como Eiji Kisaragi entran de nuevo al ring mientras que debutan otros como Elizabeth, Bonne Jennet, Oswald, Momoko y Duck King (un luchador veterano de South Town). Todos esos luchadores se encuentran involucrados en un torneo lleno de misterios y secretos de los cuales ellos ignoran. Detrás de este competitivo torneo se encuentra escondida una fuerza oculta llamada "La gente del pasado" (Those from the Past), cuyos objetivos son desconocidos.
El equipo de Elisabeth logra derrotar a Magaki tras un duro combate, ya que Orochi había resucitado casi por completo. Tras la batalla, Magaki pretende escapar a otra dimensión para recuperarse, pero en el último momento Shion le traiciona, asestándole un golpe mortal que le deja sin vida en nuestro mundo. Anteriormente Magaki había humillado a Shion después de ser este derrotado por el equipo de Kyo, Iori y Shingo.
El equipo de Heidern consigue robar el cuerpo de Magaki mientras lo examina la policía, demostrando que se trata de un ser de otro mundo. Sin embargo, cuando están contándoselo a otros muchos luchadores interesados, son atacados por dos extraños personajes. Estos admiten no tener ninguna simpatía por Magaki, pero necesitan su cuerpo por algún misterioso motivo, y no admiten negociaciones.
Por otra parte, Ash consigue salirse con la suya una vez más, ya que enfrenta a sus compañeros a muerte, después de revelarle a Oswald que la única manera de que llegue a un productor de droga es eliminando a Shen Woo.
Sin conocerse por el momento el desenlace de ese combate, en el equipo de Iori, este último había enloquecido con el “Disturbio de sangre” a raíz del breve despertar de Orochi, pero Ash lo derrota fácilmente al utilizar el poder robado a Chizuru. Una vez que ha conseguido el poder de Iori, sólo le queda vencer a Kyo Kusanagi para lograr su objetivo…
En el sitio oficial de KOF XIII se reveló que el vencedor de este torneo (XI) fue el Elisabeth Team.

## Personajes
La alineación de personajes recibió un cambio más fuerte que en cualquiera de los juegos anteriores, ya que por primera vez personajes recurrentes como Chang Koehan, Joe Higashi, Mai Shiranui, Leona Heidern y Robert Garcia fueron descartados del juego en su versión Arcade. Por otra parte, el ninja Eiji Kisaragi regresa después de su breve apárición como striker en KOF 2000, además del debut en la saga K.O.F de los populares personajes de Fatal Fury, B. Jenet y Duck King.
| Hero Team - Ash Crimson - Oswald - Shen Woo Rival Team - Elisabeth Blanctorche - Benimaru Nikaido - Duo Lon Kusanagi & Yagami Team - Kyo Kusanagi - Iori Yagami - Shingo Yabuki Fatal Fury Team - Terry Bogard - Kim Kaphwan - Duck King K' Team - K' - Kula Diamond - Maxima Neo Psycho Soldiers Team - Athena Asamiya - Sie Kensou - Momoko | Art of Fighting Team - Ryo Sakazaki - King - Yuri Sakazaki Ikari Team - Clark Still - Ralf Jones - Whip Garou: Mark of the Wolves Team - B. Jenet - Gato - Tizoc Agents Team - Vanessa - Blue Mary - Ramón Anti-Kyokugenryu Team - Eiji Kisaragi - Kasumi Todoh - Malin | Exclusivos de PS2 (sin equipo) - Mai Shiranui - Robert Garcia - Geese Howard - Hotaru Futaba - Mr. Big - Tung Fu Rue - EX-Kyo Kusanagi Jefes - Adelheid Bernstein - Gai Tendo - Sho Hayate - Jyazu - Silber - Shion - Magaki |